# Mīrak
Mīrak (persiska: میرک, Mīrag) är en ort i Iran.   Den ligger i provinsen Kermanshah, i den västra delen av landet, 500 km väster om huvudstaden Teheran. Mīrak ligger 1 434 meter över havet och antalet invånare är 175.
Terrängen runt Mīrak är kuperad åt sydväst, men åt nordost är den platt.Runt Mīrak är det ganska tätbefolkat, med 185 invånare per kvadratkilometer. Närmaste större samhälle är Chaqā Narges, 8,9 km norr om Mīrak. Trakten runt Mīrak består till största delen av jordbruksmark.